# Wheel (ruta)

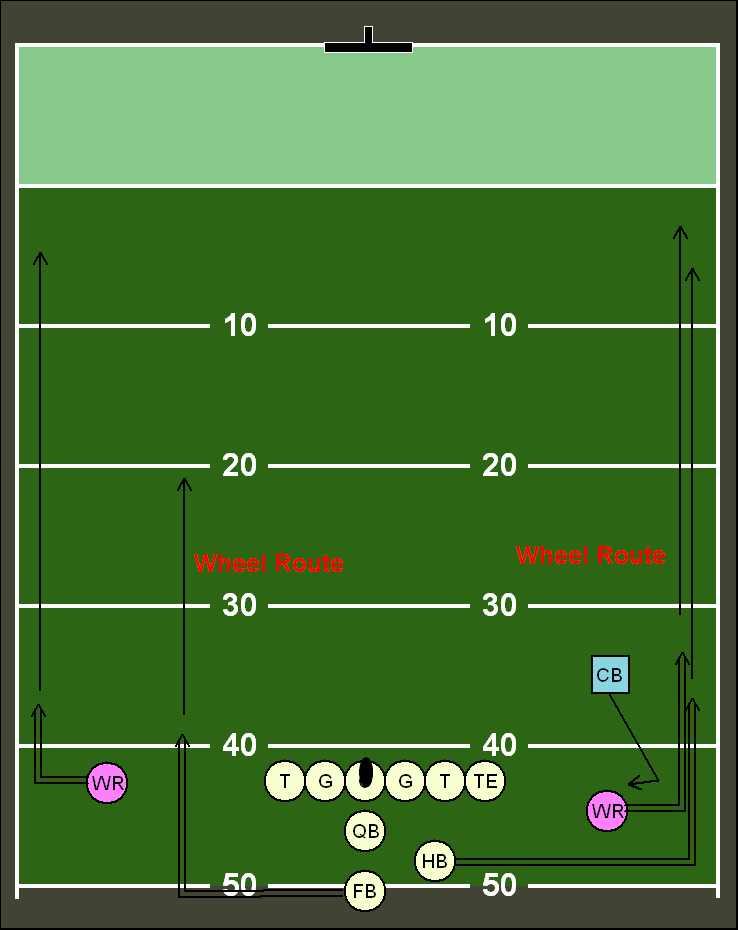
Esquema de una ruta wheel.

Una ruta wheel es un patrón hecho por un receptor o un running back en el fútbol americano. Cuando es realizado por un receptor, el jugador inmediatamente hará una trayectoria hacia afuera, entonces cambiará de dirección, dirigiéndose hacia campo abierto en ruta recta, en una especie de patrón curvo. Típicamente, esta ruta es realizada por un receptor interno, con el receptor más importante del equipo corriendo una ruta hacia adentro para explotar las zonas de cobertura y jalar a jugadores defensivos para cubrirlo. Cuando es hecho por un running back, este jugador se dirigirá hacia las líneas de banda, volteando a observar al quarterback como si la jugada fuera un pase corto, entonces el running back girará hacia campo abierto corriendo a lo largo de línea de banda.
Esta ruta es útil cuando es hecha por un receptor ya que provoca que un defensive back espere un pase hacia el receptor cuando este hace el primer movimiento antes mencionado, quedando en desventaja en contra del receptor ya que no podrá recuperarse para intentar prevenir, bloquear o defender el pase cuando el receptor hace su segundo movimiento. También es útil cuando es realizada por un running back ya que produce al jugador defensivo la impresión de que el pase va a ser recibido detrás de la línea de golpeo (el quarterback puede usar una "finta o engaño de pase" para acelerar la reacción del defensivo), aumentando las posibilidades de una ganancia de yardaje, ya que el running back puede quedar desmarcado.